# Aphytis (gènere)
Aphytis és un gènere d'himenòpters apòcrits de la família dels afelínids (Aphelinidae) amb distribució cosmopolita. Moltes de les seues espècies han estat usades amb molt d'èxit en el control biològic de plagues de cotxinilles o polls (diaspídids) i són els enemics naturals més importants de diverses plagues serioses, com ara el poll roig de Califòrnia (Aonidiella aurantii), poll roig (Chrysomphalus dictyospermi) i el poll de San José (Quadraspidiotus perniciosus). Les espècies d'Aphytis es desenvolupen exclusivament com ectoparasitoides primaris de les cotxinilles o polls (diaspídids).

## Descripció
Els adults són grocs o foscos, amb les ales transparents, i de 2-3 mm de longitud. Les larves són blanquinoses i àpodes, amb segmentació clara.

## Biologia
La femella adulta perfora amb el seu ovipositor la coberta de la cotxinilla i diposita d'un a diversos ous damunt o davall, però mai dins del cos de la cotxinilla. Per a aconseguir-ho requereix que el cos de la cotxinilla es trobe lliure davall de la coberta. Això li condiciona a utilitzar determinats estats de l'hoste tenint preferència per femelles joves i segons estats larvals. Els adults emergeixen i s'alimenten de nèctar o mel de melada, i busquen els seus hostes específics. Produeixen entre 20 i 30 ous per femella i viuen durant 2-3 setmanes. Les espècies d'Aphytis spp. aturen el seu desenvolupament sota baixes temperatures. La majoria de les espècies es reprodueixen per partenogènesi arrenotoca, mentre que algunes poques ho fan mitjançant partenogènesi telitoca.

## Taxonomia
Aquest gènere està format per vora unes 134 espècies:
- Aphytis aberrans  Prinsloo & Neser, 1994
- Aphytis abnormis  Howard, 1881
- Aphytis acalcaratus  Ren Hui, 1988
- Aphytis acrenulatus  DeBach& Rosen, 1976
- Aphytis acutaspidis  Rosen & DeBach, 1979
- Aphytis africanus  Quednau, 1964
- Aphytis alami  Agarwal, 1964
- Aphytis albus  Li & Yang, 2004
- Aphytis aligarhensis  Hayat, 1998
- Aphytis amazonensis  Rosen & DeBach, 1979
- Aphytis angeloni  Alec Arsène Girault, 1932
- Aphytis angustus  Compere, 1955
- Aphytis anneckei  DeBach & Rosen, 1976
- Aphytis anomalus  Compere, 1955
- Aphytis antennalis  Rosen & DeBach, 1979
- Aphytis aonidiae  Mercet, 1911
- Aphytis argenticorpus  Rosen & DeBach, 1979
- Aphytis australiensis  DeBach & Rosen, 1976
- Aphytis azai  Abd-Rabou, 2004
- Aphytis bangalorensis  Rosen & DeBach, 1986
- Aphytis bedfordi  Rosen & DeBach, 1979
- Aphytis benassyi  Fabres, 1978
- Aphytis breviclavatus  Huang, 1994
- Aphytis capensis  DeBach & Rosen, 1976
- Aphytis capillatus  Howard, 1907
- Aphytis caucasicus  Chumakova, 1964
- Aphytis cercinus  Compere, 1955
- Aphytis chilensis  Howard, 1900
- Aphytis chionaspis  Ren Hui, 1988
- Aphytis chrysomphali  Mercet, 1912
- Aphytis ciliatus  Dodd, 1917
- Aphytis cochereaui  DeBach & Rosen 1976
- Aphytis coheni  DeBach, 1960
- Aphytis columbi  Alec Arsène Girault, 1932
- Aphytis comperei  DeBach & Rosen, 1976
- Aphytis confusus  DeBach & Rosen, 1976
- Aphytis cornuaspis  Huang, 1994
- Aphytis costalimai  Gomes 1942
- Aphytis cylindratus  Compere, 1955
- Aphytis dealbatus  Compere, 1955
- Aphytis debachi  Azim, 1963
- Aphytis densiciliatus  Huang, 1994
- Aphytis desantisi  DeBach & Rosen, 1976
- Aphytis diaspidis  Howard, 1881
- Aphytis elongatus  Huang, 1994
- Aphytis equatorialis  Rosen & DeBach, 1979
- Aphytis erythraeus  Silvestri, 1915
- Aphytis fabresi  DeBach & Rosen, 1976
- Aphytis faurei  Annecke, 1964
- Aphytis fioriniae  Rosen & Rose, 1989
- Aphytis fisheri  DeBach, 1959
- Aphytis funicularis  Compere, 1955
- Aphytis gordoni  DeBach & Rosen, 1976
- Aphytis griseus  Quednau, 1964
- Aphytis haywardi  De Santis, 1948
- Aphytis hispanicus  Mercet, 1912
- Aphytis holoxanthus  DeBach, 1960
- Aphytis huidongensis  Huang, 1994
- Aphytis hyalinipennis  Rosen & DeBach, 1979
- Aphytis ignotus  Compere, 1955
- Aphytis immaculatus  Compere, 1955
- Aphytis japonicus  DeBach & Azim, 1962
- Aphytis keatsi  Alec Arsène Girault, 1919
- Aphytis landii  Rosen & DeBach, 1986
- Aphytis lepidosaphes  Compere, 1955
- Aphytis liangi  Huang, 1994
- Aphytis libanicus  Traboulsi, 1969
- Aphytis limonus  Rust, 1915
- Aphytis lindingaspis  Huang, 1994
- Aphytis lingnanensis  Compere, 1955
- Aphytis longicaudus  Rosen & DeBach, 1979
- Aphytis luteus  Ratzeburg, 1852
- Aphytis maculatipennis  Dozier, 1933
- Aphytis maculatipes  Alec Arsène Girault, 1917
- Aphytis maculatus  Shafee, 1970
- Aphytis maculicornis  Masi, 1911
- Aphytis mandalayensis  Rosen & DeBach, 1979
- Aphytis manii  Hayat, 1998
- Aphytis margaretae  DeBach & Rosen, 1976
- Aphytis mashae  Myartseva, 2004
- Aphytis matruhi  Abd-Rabou, 2004
- Aphytis mazalae  DeBach & Rosen, 1976
- Aphytis melanostictus  Compere, 1955
- Aphytis melinus  DeBach, 1959
- Aphytis merceti  Compere, 1955
- Aphytis mimosae  DeBach & Rosen, 1976
- Aphytis minutissimus  Alec Arsène Girault, 1913
- Aphytis moldavicus  Yasnosh, 1966
- Aphytis mytilaspidis  Le Baron, 1870
- Aphytis neuter  Yasnosh & Myartseva, 1971
- Aphytis newtoni  Alec Arsène Girault, 1913
- Aphytis nigripes  Compere, 1936
- Aphytis notialis  De Santis, 1965
- Aphytis noumeaensis  Howard, 1907
- Aphytis obscurus  DeBach & Rosen, 1976
- Aphytis opuntiae  Mercet, 1912
- Aphytis paramaculicornis  DeBach & Rosen, 1976
- Aphytis peculiaris  Alec Arsène Girault, 1932
- Aphytis perissoptroides  Alec Arsène Girault, 1915
- Aphytis perplexus  Rosen & DeBach, 1979
- Aphytis philippinensis  DeBach & Rosen, 1976
- Aphytis phoenicis  DeBach & Rosen, 1976
- Aphytis pilosus  DeBach & Rosen, 1976
- Aphytis pinnaspidis  Rosen & DeBach, 1979
- Aphytis proclia  Walker, 1839
- Aphytis punctaticorpus  Alec Arsène Girault, 1917
- Aphytis quadraspidioti  Li, 1996
- Aphytis riyadhi  DeBach, 1979
- Aphytis rolaspidis  DeBach & Rosen, 1976
- Aphytis roseni  DeBach & Gordh, 1974
- Aphytis ruskini  Alec Arsène Girault, 1915
- Aphytis salvadorensis  Rosen & DeBach, 1979
- Aphytis sankarani  Rosen & DeBach, 1986
- Aphytis secundus  Compere, 1936
- Aphytis sensorius  DeBach & Rosen, 1976
- Aphytis setosus  DeBach & Rosen, 1976
- Aphytis simmondsiae  DeBach, 1984
- Aphytis simplex  Zehntner, 1897
- Aphytis stepanovi  Yasnosh, 1995
- Aphytis taylori  Quednau, 1964
- Aphytis testaceus  Chumakova, 1961
- Aphytis theae  Cameron, 1891
- Aphytis transversus  Huang, 1994
- Aphytis tucumani  Rosen & DeBach, 1979
- Aphytis ulianovi  Alec Arsène Girault, 1932
- Aphytis unaspidis  Rose & Rosen, 1991
- Aphytis unicus  Huang, 1994
- Aphytis vandenboschi  DeBach & Rosen, 1976
- Aphytis vastus  Prinsloo & Neser, 1994
- Aphytis vittatus  Compere, 1925
- Aphytis wallumbillae  Alec Arsène Girault, 1924
- Aphytis yanonensis  DeBach & Rosen, 1982
- Aphytis yasumatsui  Azim, 1963